# Xylopia le-testui
Xylopia le-testui Pellegr. – gatunek rośliny z rodziny flaszowcowatych (Annonaceae Juss.). Występuje naturalnie w Gwinei, Liberii, na Wybrzeżu Kości Słoniowej, w Kamerunie, Gwinei Równikowej oraz Gabonie. 

## Morfologia
PokrójZimozielone drzewo dorastające do 25 m wysokości. Kora ma brązową barwę.
LiścieMają owalnie lancetowaty kształt. Mierzą 8–10,5 cm długości oraz 2–2,5 szerokości. Są skórzaste. Nasada liścia jest prawie sercowata lub zaokrąglona. Wierzchołek jest ostry. Ogonek liściowy jest owłosiony i dorasta do 1–2 mm długości.
KwiatySą pojedyncze. Rozwijają się w kątach pędów. Mają żółtawą barwę. Działki kielicha są owłosione, mają owalnie trójkątny kształt i dorastają do 5–6 mm długości. Płatki mają lancetowaty kształt i dorastają do 13–20 mm długości. Są owłosione, prawie takie same. Słupków jest do 10 do 19. Są omszone i mierzą 1–2 mm długości.

## Biologia i ekologia
Rośnie w wilgotnych lasach.